# HTC Desire C
De HTC Desire C (ook wel Golf genoemd) is een smartphone ontwikkeld door het Taiwanese elektronicabedrijf HTC. Het toestel lijkt op de One-serie van het bedrijf.

## Software
De Desire C draait op het besturingssysteem van de Amerikaanse zoekgigant Google, Inc., Android versie 4.0, ook wel Ice Cream Sandwich. Het krijgt niet de update naar Googles modernere 4.1 Jelly Bean omdat deze speciaal voor tablets is. Net zoals vele andere Android-fabrikanten, gooit HTC over zijn telefoon een eigen ontworpen grafische schil heen, HTC Sense UI versie 4.0.

## Hardware
Het toestel heeft een capacitief touchscreen van 3,5 inch en heeft een on-screen toetsenbord. Het is uitgerust met een 600MHz-, singlecore-processor van Qualcomm (uit de reeks Snapdragon) met het modelnummer S1 MSM7225A. Het toestel heeft 512 MB aan werkgeheugen en 4 GB opslaggeheugen, dat uit te breiden is tot 32 GB via een microSD-kaart. Daarnaast krijgt men 2 jaar lang 25 GB aan extra opslaggeheugen via clouddienst Dropbox. Verder heeft de smartphone een 5,0 megapixel-camera zonder flitser. Aan de voorkant zit geen camera.